# Harpactea nausicaae
Harpactea nausicaae är en spindelart som beskrevs av Brignoli 1976. Harpactea nausicaae ingår i släktet Harpactea och familjen ringögonspindlar. Inga underarter finns listade i Catalogue of Life.